# Birnigoni
Birnigoni  (ou Birni Goni) est une localité du Cameroun située dans la commune de Blangoua, le département du Logone-et-Chari et la Région de l'Extrême-Nord, à proximité de la frontière avec le Tchad et du lac Tchad.

## Population
Lors du recensement de 2005, la localité comptait 770 habitants.
En 2011, un diagnostic participatif y a dénombré 226 personnes.